# Isuzu Begin
Der Isuzu Begin ist ein Kleintransporter, den Isuzu zwischen 2002 und 2004 auf dem japanischen Heimatmarkt anbot. Das Modell ersetzte denn Isuzu Elf UT, war aber nun speziell für Paketdienste ausgelegt. So gab es beidseitig vom Fahrzeugboden bis zum Fahrzeugdach reichende Schiebetüren, um einen schnellen Aus- und Einstieg zu gewährleisten. Das Modell war entwickelt worden um dem Toyota Quick Delivery Konkurrenz zu machen.
Auf der 35. Tokyo Motor Show wurde das Modell erstmals vorgestellt und war ab Februar 2002 offiziell im Handel.
Als Antrieb kam der Isuzu 4JG2 3,0 L-Dieselmotor aus dem Isuzu Elf mit einem 5-Gang-Schaltgetriebe oder einem 4-Stufen-Automatikgetriebe zum Einsatz.
Der Schalthebel war als Joystick griffgünstig im Armaturenbrett integriert.
Da die Verkäufe des Modells nicht zufriedenstellend waren, wurde die Produktion 2004 wieder eingestellt.
Dennoch wurde 2006 das Konzept Isuzu Begin Funkybox vorgestellt, das weniger kommerzielle und mehr private Bedürfnisse decken sollte. Es sollte auch das Interesse in Nordamerika testen.
Aus dem Konzept des Begin entwickelte Isuzu den Isuzu Reach VAN für Nordamerika, der seit 2011 gemeinsam mit Utilimaster gebaut wird.